# Бююк-Озенбаш Джамісі
Буюк-Озенбаш Джамісі (крим. Büyük Özenbaş Camisi) — мечеть в селі Бююк-Озенбаш (Щасливе) Бахчисарайського района, Автономна Республіка Крим.

## Історія
У 2013 році планувалося проведення реконструкції будівлі мечеті, збудованої близько 300 років тому.
За інформацією прес-служби Духовного управління мусульман Криму, мечеть у селі Буюк-Озенбаш (Щасливе) має намір реконструювати місцева мусульманська громада. ДУМК висловило бажання надання допомоги у пошуку коштів на реконструкцію. Нині у селі проживає близько 40 мусульманських сімей.